# Hilara sartor
Hilara sartor är en tvåvingeart som beskrevs av Becker 1888. Hilara sartor ingår i släktet Hilara och familjen dansflugor. Inga underarter finns listade i Catalogue of Life.